# Sony Wonder
Sony Wonder is een platenlabel van Sony BMG Music Entertainment, dat voornamelijk materiaal produceert voor kinderen en gezinnen met kinderen. Naast muziek, produceert Sony Wonder ook aan de muziek gerelateerde video's en korte films.
Sony Wonder is voornamelijk bekend van het produceren van materiaal voor Sesamstraat. In 1995 ging Sony Music een samenwerking aan met Children's Television Workshop, nu bekend als Sesame Workshop, om audio- en videoproducten te produceren voor Sesamstraat en sindsdien is Sony Wonder de huisdistributeur van Sesamstraat.